# 아이다호주
아이다호주(영어: State of Idaho)는 미국 태평양 북서부의 주로 가장 큰 도시이자 주도는 보이시이다. 1890년 7월 3일, 43번째로 합중국에 가입했으며, 인구는 약 190만 명이다. ‘보석의 주’(Gem State)라는 별명을 갖고 있으며, 아이다호(Idaho)라는 명칭은 'gem of the mountains'를 뜻하는 단어에서 유래하였다.
아이다호 중부 선밸리는 북아메리카에서 가장 오래된 스키장이 있는 곳 중 하나이다. 겨울 스포츠는 아이다호 정체성에 중요한 요소이며, 거의 모든 도시권 근방에서 스키장을 찾아볼 수 있다. 래프팅과 카약도 주요한 실외 여가활동이다.
아이다호주는 워싱턴주, 오리건주, 네바다주, 유타주, 몬태나주, 와이오밍주와 주 경계를 접하며, 캐나다의 브리티시컬럼비아주와도 국경을 접하고 있다. 대체로 산악지형이며, 뉴잉글랜드 지방 전체보다 면적이 넓다. 내륙에 있지만, 루이스턴에 있는 항구는 바닷배로 접근이 가능하다.
아이다호주에는 3개의 공립대학이 있는데, 보이시주립대학교(Boise State University), 아이다호주립대학교(Idaho State University), 그리고 아이다호대학교(University of Idaho)가 있다. 아이다호대학교는 모릴법(Morrill Acts)의 규정에 따라 연방정부의 원조를 받은 지역거점대학(Land-grant University)으로 분류되어 있다.

## 역사

### 원주민의 시대
10,000년 이전부터 아이다호 지방에 원주민이 살고 있었다. 초기 원주민 문화 유적은 수백여 곳에서 발견했고, 오늘날 여러 장소 이름은 원주민에서 기원한다. 아이다호에 살던 종족은 네즈퍼스 족, 쿠어달린 족, 펜드도레일 족, 쇼쇼니 족, 쿠테나이 족, 파이우테 족과 배너크 족을 포함한다. 네즈퍼스 족과 쇼쇼니 족이 가장 큰 종족이다.

### 탐험과 초기 정착
1805년 유명한 탐험가들 메리웨더 루이스와 윌리엄 클라크는 아이다호 지방을 탐험하는 첫 백인들이 되었다. 그들은 비터룻 산맥을 가로질러 넘었다. 그리고 쇼쇼니 족과 네즈퍼스 족의 원조로 탐험가들은 카누를 지어 클리어워터 강과 스네이크 강에 띄어 컬럼비아 강으로 내려갔다.
1809년 캐나다의 탐험가 데이비드 톰슨(David Thompson)은 펜드오레일 호의 기슭에 모피 교역지를 세웠다. 1834년에는 2개의 교역지들이 더 세워졌는데 미국의 네서니얼 와이스에 의하여 설립된 포트홀과 영국의 허드슨 베이 회사의 토머스 매케이에 의하여 설립된 포트보이시였다. 1836년 2명의 장로교 선교사 헨리와 엘리자 스팰딩이 아이다호 지방으로 여행을 떠났다. 그해 그들은 오늘날 루이스턴 근처에 래프와이 선교소를 설립하였다. 엘리자 스팰딩은 육로를 타고 노스웨스트 준주를 여행한 첫 백인 여성이 되었다.
후기성도의 일부가 1855년 동부 아이다호에 농장일을 시작하였다. 그들은 포트레미를 짓고 아이다호의 첫 관개 프로젝트들을 시작하였다. 그러나 그들은 그 지역에 머물지 않았다. 1860년 또 다른 후기성도 무리가 프랭클린에 아이다호의 첫 영구적 정착지를 창립하였다.
그해에 시굴자 E. D. 피어스는 오로피노 크리크에서 금을 찾았다. 1862년 조지 그라임스는 보이시 분지에서 금을 발견하였다. 다른 곳에서도 금이 발견되고 이런 소문들이 급속히 퍼져서 금을 찾는 사람들이 아이다호 지방에 쏟아져 들어왔다. 거의 하룻밤사이에 금이 발견된 곳 근처에 타운이 생겨났다.

### 준주 개발
아이다호 준주는 1863년 3월 4일 루이스턴이 수도로 정해지면서 설립되었다. 준주는 오늘날의 아이다호, 몬태나와 와이오밍의 거의를 포함하였다. 몬태나는 1864년에 갈라진 준주가 되었고, 와이오밍은 1868년에 준주로 만들어졌다. 1864년 보이시가 아이다호 준주의 수도가 되었다.
아이다호에서 철도들의 개발은 준주에 정착자들의 물결을 가져왔다. 후기성도들은 1874년 프랭클린에서 아이다호로 들어오는 유타 노던 철도를 가져왔다. 아이다호 북부에 있는 은-납의 광산들은 그 지방에 철도 건설을 활기띄게 하였다. 1884년으로 봐서 오리건 쇼트라인 철도는 헤일리에서 광산들과 오리건과 함께 빅우드 강을 이었다.

### 인디언들의 싸움

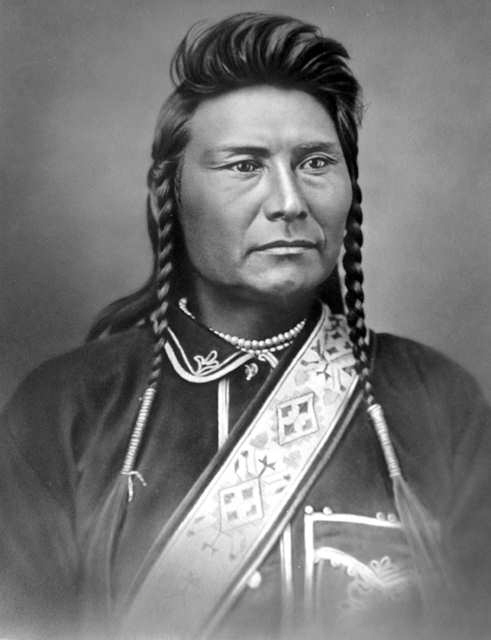
추장 조지프

노스웨스트 준주에 백인 정착지들을 확장되면서 인디언들과의 논쟁들이 늘어났다. 1877년 정착자들로부터 압력에 놓인 미국 육군은 네즈퍼스 인디언들을 오리건으로부터 아이다호의 래프와이 보호 구역으로 강제로 이주시키려 하였다. 인디언들은 저항하였다. 1877년 6월 17일 그들은 아이다호 북중부에 있는 화이트 버드 캐니언의 전투에서 군인들을 궤멸시켰다. 하지만, 네즈퍼스 인디언들은 곧 군대의 큰 수보다 전에 후퇴하는 데 강요되었다. 10월에 캐나다 국경 근처에서 그들은 항복하였다.
1878년 배너크 인디언들은 식량의 부족과 자신들의 보호 구역에서 다른 문제들의 이유로 반란을 일으켰다. 추가로 그들은 자신들의 전통적 사냥지들로부터 빼앗겼다. 배너크 족들은 식량을 위하여 대평원에 백합의 뿌리들을 파내려고 하였다. 하지만, 대평원에 자신들의 소들이 풀을 뜯어먹는 이유로 정착자들을 반대하였다. 반란이 일어나는 동안에 버펄로 혼 추장이 살해되었다. 추장의 사망 후에 배너크 족들은 몇몇의 단체들로 갈라져 패하였다.

### 초기 주 지위
1899년 아이다호 준주는 헌법을 채택하였다. 1890년 7월 3일 아이다호는 43번째 주로서 합중국에 가입하였다. 공화당 소속의 조지 L. 샤우프가 주의 초대 지사가 되었다.
1890년대 동안에 광부들과 광산 소유자들 사이에 논쟁이 솟아 올랐다. 싸움들이 가끔 잔인한 폭력으로 타올랐다. 전투들은 또한 조합에 들지 않은 광부들과 서부 광부 연합이라 불리는 노동 조합의 일원들 사이에 일어나기도 하였다. 이 기구는 세계의 산업 근로자에서 주요 조합이었다. 1892년 쿠어달린 지방은 폭력적 파업에서 조합에 든 광부들이 조합에 들지 않은 사람들과 광산 소유자들과 싸우면서 다이너마이트 폭발의 장면이 되었다. 폭력과 두번째 파업이 1899년 또 다시 일어났다. 프랭크 스튜넌버그 주 지사는 계엄령을 선포하고 결국 파업을 끝낸 연방군들을 불러들였다.
더 이상 주 지사가 아닌 스튜넌버그는 1905년에 살해되었다. 그는 자신이 앞문을 열고 문에 붙여진 폭탄을 폭발시키면서 사망하였다. 서부 광부 연합의 회원이었던 해리 오처드는 범죄에 자백하고 3명의 조합 공무원들도 관련되었다고 말하였다. 1907년에 열린 살인 재판은 세계를 통하여 주의를 끌어들였다. 재판은 주를 위한 변호사 윌리엄 E. 보라 상원에게 국내적 명성을 가져왔다. 유명한 국방 대리인 클래런스 대로는 윌리엄 D. 헤이우드에 의하여 수석된 조합 지도자들의 고발을 대표하였다. 헤이우드와 다른 공무원들은 풀려나고 재판들은 3번째 공무원에 대항하는 재판들은 중단되었다. 오처드는 종신 금고형을 선고받았다.
1900년대 초반에 관개 프로젝트들은 아이다호의 사막 지대들에 물을 가져과 농업이 주에 확장되었다. 1905년 아이라 B. 페린에 의하여 결성된 트윈폴스 랜드 앤드 워터 컴퍼니가 대지의 60,000 에이커(24,000 헥타르)에 관개하려고 스네이크 강으로부터 물을 전환하였다. 1906년 미국 간척부는 스네이크 강에 미니토가 댐을 완공하였다. 이 관개 시스템은 농부들에게 대지의 100,000 에이커(40,000 헥타르) 이상을 열었다.

### 제1차 세계 대전과 그 이후
제1차 세계 대전은 미국이 1917년 참전한 후, 아이다호주의 농업 경제에 붐을 가져왔다. 전시의 식량 부족이 농장의 번영을 창조하였다. 전시 인플레이션도 또한 대지의 가격과 운영비들을 인상하였다. 하지만, 전쟁이 끝나자 아이다호주의 번영이 폭락하였다.
1920년대에 미국의 많은 농부들처럼 아이다호주의 농부들은 압박에 시달렸다. 1930년대의 대공황의 시기 동안에 아이다호주의 경제는 악화되었고 주의 많은 은행들이 파산하였다. 연방 정부는 농부들과 다른 아이다호 주민들을 돕는 대리들을 세웠다. 대공황이 일어나는 동안에 중요한 연방 대리인 민간 산림 보호대는 아이다호주의 숲들에서 산림 업무를 하였다.
추가로 현대식의 고속도로 건설이 1930년대에 아이다호주에서 향상되었다. 1938년으로 봐서 포장된 고속도로가 결국 주의 북부와 남부의 부분을 이었다.

### 제2차 세계 대전
제2차 세계 대전이 일어나는 동안에 많은 아이다호 주민들은 항공기, 무기와 다른 군사적 공급품들을 만드는 공장들에서 일하였다. 아이다호주는 군사 업무들에 가장 큰 양의 식량을 공급하였다. 미국이 전쟁에 참전한 후에 서부 해안과 남부 애리조나주에 살고 있는 일본계 미국인들이 재배치 수용소들로 옮겨졌다. 트윈폴스 근처에 있는 미니도카 수용소는 오리건주와 워싱턴주의 지역들로부터 일본계 미국인들을 받았다. 이 주민들은 감자와 사탕무 농장들에서 일하였고 전쟁에 의하여 일어난 농부들의 부족에 채워졌다.

### 전후의 변화

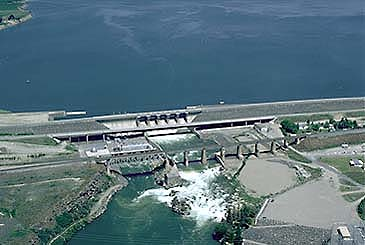
아메리칸 폴스 댐

전쟁이 끝난 후, 아이다호주의 경제는 주로 농업에 기지를 둔 것으로부터 식품 가공업과 제조업을 포함한 것으로 변하기 시작하였다. 전쟁에 이어 일어난 주택의 붐은 아이다호주의 재목업에 자극을 주었다. 한번은 폐물로 숙고된 물질들이 종이 컨테이너, 합판과 펄프를 생산하는 데 쓰였다.
아이다호주의 인구는 시골에서 도시 지역들로 옮겨가기 시작하였다. 1940년 주민들의 3분의 1 만이 도시들에 살았다. 그러나 많은 다른 주들에서처럼 아이다호주의 농장들은 수에서 줄어들고, 크기에서 늘어나기 시작하였다. 농기구의 사용이 자라나고 약간의 농부들이 필요하였다. 주민들은 도시 지역들로 이동하여 제조업에서 직업을 가지기 시작하였다. 1960년으로 봐서 아이다호주 인구의 대략 절반이 도시 혹은 타운들에 살았다.
1949년 원자력 위원회는 아이다호 폴스 근처에 국립 원자로 시험소(현재 아이다호 국립 노동부)를 세웠다. 시험소의 과학자들은 원자로들을 만들고, 시험하고 운영하거나 관계된 고안의 직업을 가졌다. 1951년 12월 시험소에서 역사상 처음으로 핵에너지로부터 전기가 발생되기 시작하였다. 과학자들은 또한 첫 핵잠수함 U.S.S. 노틸러스를 위하여 모델적 원자로를 지었다. 1955년 아코는 세계에서 핵에너지로부터 전기 공급을 받는 데 첫 공동체가 되었다. 7월 17일 시험소는 타운의 전기를 1시간에 공급하였다. 1960년대 중반으로 봐서 아이다호 폴스 시험소는 세계에서 가장 큰 핵원자로들의 분류들 중의 하나를 가졌다.
1950년대 동안에 아이다호주의 확장된 농업과 산업은 더욱 많은 수력 발전을 위한 요구를 증가시켰다. 1955년 아이다호 전기 회사는 스네이크 강에 3개의 댐들을 건설하기 시작하였다. 회사는 브라운리 댐(1959), 옥스보 댐(1961)과 헬스캐니언 댐(1968)을 완공하였다.

### 1900년대 후반
1970년대 동안에 주는 그 역사상 2개의 최악의 재앙을 겪었다. 1972년 선샤인 은광에서 지하 화재가 일어나 91명의 사망의 결과를 가져왔다. 1976년 테턴 강에 놓인 테턴 댐이 무너졌다. 물의 10억의 갤런이 슈거 시티, 렉스버그와 몇몇의 스네이크 강 상류에 있는 다른 농장 공동체들을 휩쓸었다. 결과로 홍수는 최소 11명의 사망과 재산의 대략 40억 달러의 손해를 일으켰다.
1980년대와 1990년대에 아이다호주의 광업과 벌목업이 중요성에서 쇠퇴하였다. 금속의 저가격과 줄어드는 광석 보존 구역들은 주의 몇몇의 은광과 몰리브덴 광산의 폐문을 일으켰다. 또한 그 시기에는 주의 자연적 환경을 보존하려는 주민과 그 자연적 자원들의 경제적 개발에 용기를 주려는 주민들 사이에 논쟁이 벌어졌다. 그 자연적 자원들을 현명하게 사용이 지속적으로 주를 위하여 도전되었다.
1900년대 후반 동안에 아이다호주의 인구가 빠르게 성장하였다. 1970년과 1980년 사이에 인구가 32 퍼센트나 증가하여 학교, 도로와 하수 시스템들에 변형을 놓았다. 1980년과 1990년 사이에 인구 비율이 7 퍼센트 만으로 서서히 자라났다. 그러나 1990년에서 2000년으로 증가의 비율은 28.5 퍼센트였다.

### 최근의 발전
오늘날 농업은 아이다호주 경제에 극히 중대하게 남아있으나 다른 경제적 활동들이 주에서 자라났다. 1900년대의 마지막 절반에서 많은 작은 산업들이 주로 이동하였다. 큰 건설업, 식품 가공업과 재목 회사들이 보이시에 기지들을 설립하였고, 주요 컴퓨터 회사가 거기에 운영을 세웠다. 관광업은 지속적으로 경제에 공헌하였다. 유명한 휴양지 선밸리는 큰 수의 방문객들을 끌어들인다. 주의 다른 부분들에 있는 새로운 휴양지들은 가장 빠른 번창을 경험하였다.

## 경제

### 서비스업
서비스업은 아이다호주의 국내 총생산과 고용의 대부분을 차지한다. 서비스업의 대부분은 보이시와 다른 도시 지역들에 집중되어 있다. 주도인 보이시는 정부 활동들의 중심지이고, 또한 아이다호주의 주요 금융의 중심지이다. 큰 식품 스토어 체인점 앨버트슨즈가 보이시에 본부를 두었다.
아이다호주의 레스토랑, 호텔과 스키 리조트들은 해마다 주에서 쓰이는 수억명의 관광객들로부터 이득을 본다. 연방 정부는 아이다호주의 산간 지역들에서 대지의 거의를 소유하고 거기에 벌목과 광산 운영을 통제한다. 주의 남서부에 있는 마운틴 홈 공군 기지는 주요 고용주이다. 몇몇의 해운 회사들이 루이스턴의 항구에 기지를 두었다.

### 제조업
컴퓨터와 전자 용품은 제조업에 의하여 가격의 요구액에 추가된 지도적인 제조품이다. 전자 용품의 주요 타입인 컴퓨터 구성 요소는 주로 보이시-남파 지역에서 만든다.
아이다호주의 제조업은 거의 그 농산품과 임업 제품의 가공에 봉납된다. 식품 가공의 공장들은 대부분 주의 남부에 있다. 주에는 사탕무 정제소, 낙농제품, 정육 포장과 감자 가공장들이 있다. 주요 미국의 목제품 회사인 보이시 캐스케이드가 보이시에 기지를 두었다. 화학품 제조업도 또한 아이다호주에서 중요하다.

### 농업

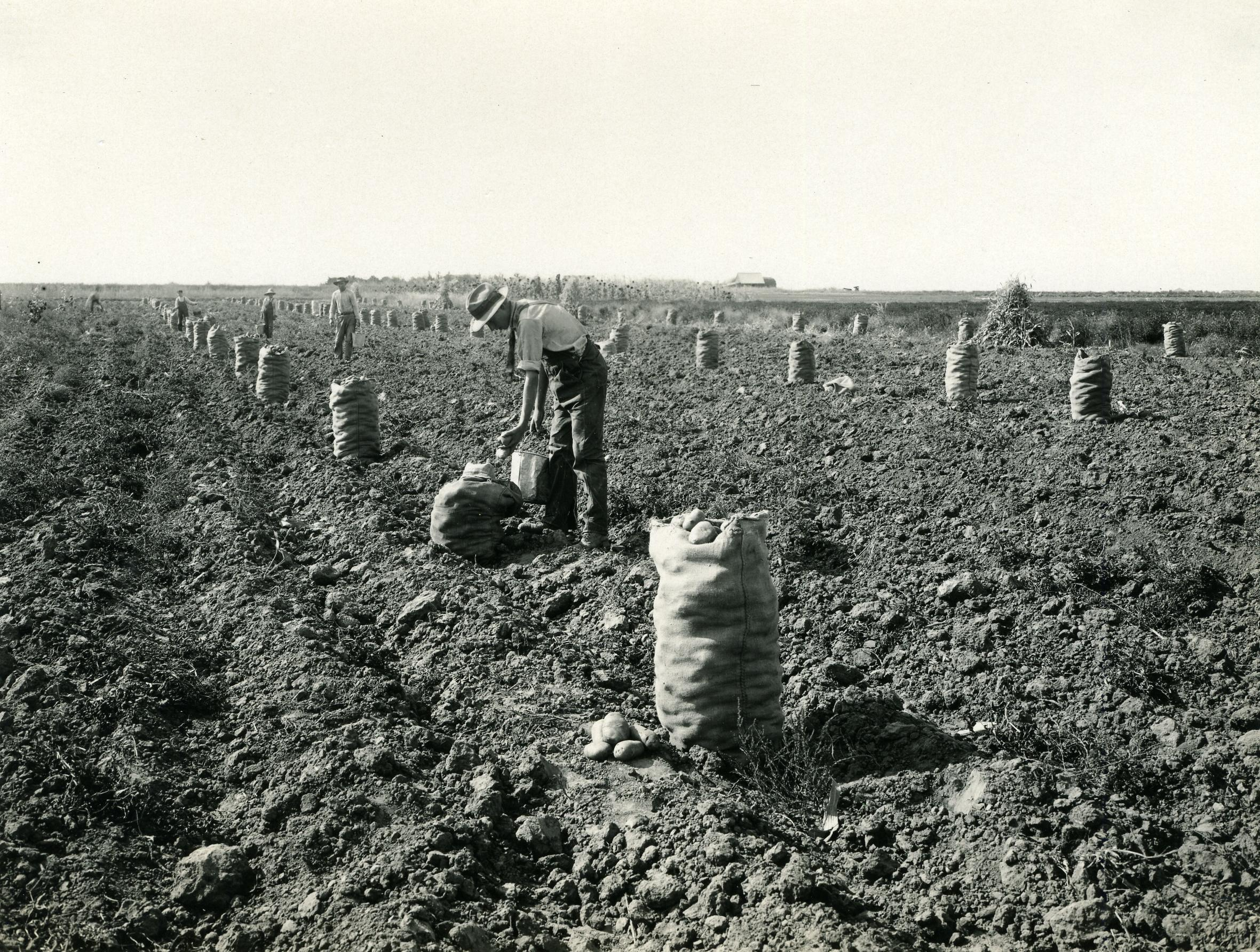
아이다호주는 미국에서 제1의 감자 생산지이다.

아이다호주의 농장들과 방목지들이 주의 5분의 1 이상을 덮고 있다. 아이다호주의 농경지의 대부분은 관개되었다.
축산물은 아이다호주의 농업 소득의 절반 이상을 차지한다. 육우와 우유는 아이다호주의 가장 가치적인 농산물이다. 주의 소 방목지와 낙농 지대들의 대부분은 스네이크 강 유역에서 운영된다. 아이다호주는 중요한 양과 양털의 중요한 생산지이다.
감자는 아이다호주의 지도적인 농작물이며, 주는 다른 주들보다 더 많은 감자를 수확한다. 농부들은 주로 감자를 관개된 스네이크 강 지역에서 재배한다. 사탕무와 밀도 또한 스네이크 강 지역에서 재배된다. 건초는 주의 동부와 남중부에서 주로 자란다. 아이다호주는 보리, 건초와 사탕무의 지도적인 생산주이다. 중요한 잔듸와 씨앗 수확물은 자주개자리 씨, 새포아풀 씨, 홉과 박하를 포함한다.

### 광업
몰리브덴, 인산염, 모래와 자갈, 그리고 은이 아이다호주의 가장 가치적인 광물들이다. 다른 중요한 광물들은 시멘트, 구리, 깨진 돌, 석류석과 납을 포함한다. 아이다호주는 납, 몰리브덴, 인산염과 은의 지도적인 생산주이다. 주의 북부에 있는 쇼쇼니 카운티는 미국에서 주요 은광 지역들 중의 하나이다.

## 주민
| 인구조사                      | 인구      | Note | %±     |
| ----------------------------- | --------- | ---- | ------ |
| 1870년                        | 14,999    |      | —      |
| 1880년                        | 32,610    |      | 117.4% |
| 1890년                        | 88,548    |      | 171.5% |
| 1900년                        | 161,772   |      | 82.7%  |
| 1910년                        | 325,594   |      | 101.3% |
| 1920년                        | 431,866   |      | 32.6%  |
| 1930년                        | 445,032   |      | 3.0%   |
| 1940년                        | 524,873   |      | 17.9%  |
| 1950년                        | 588,637   |      | 12.1%  |
| 1960년                        | 667,191   |      | 13.3%  |
| 1970년                        | 712,567   |      | 6.8%   |
| 1980년                        | 943,935   |      | 32.5%  |
| 1990년                        | 1,006,749 |      | 6.7%   |
| 2000년                        | 1,293,953 |      | 28.5%  |
| 2010년                        | 1,567,582 |      | 21.1%  |
| 2019 (추산)                   | 1,787,065 |      | 14.0%  |
| 출처: 1910–2010 2019 estimate |           |      |        |

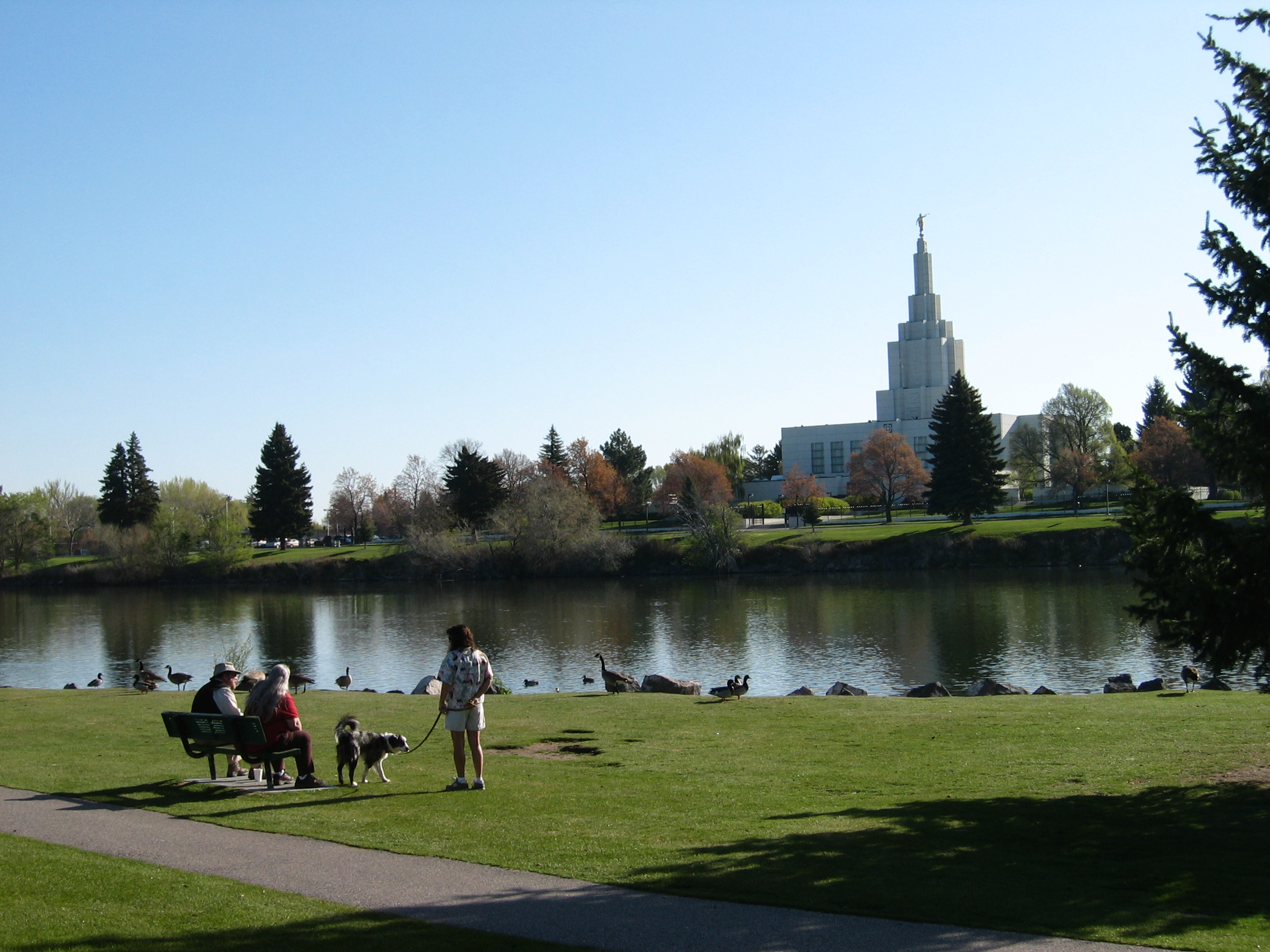
아이다호 폴스

2000년 미국 인구 조사국은 아이다호주의 인구가 1,293,953명이라고 보고하였다. 인구는 1990년의 1,006,749명에서 28 퍼센트 이상이나 증가하였다. 2000년 인구 조사국에 의하면 아이다호주는 50개의 주들 사이에 인구수로 비교해서 39위에 들어있다.
아이다호주는 큰 도시들의 성장의 동력원이 되는 거대한 제조 산업들이 없다. 인구 조사국은 2000년의 조사에 기초해 아이다호주에는 10,000명 이상의 도시들이 16개 밖에 없다고 보고하였다.
아이다호 주민의 대략 5분의 3이 6개의 메트로폴리탄 지역들에 산다 - 보이시 시티-남파, 쿠어달린, 아이다호 폴스, 루이스턴, 로건(유타)와 포카텔로. 아이다호 주민의 3분의 1이 보이시 시티-남파 메트로폴리탄 지역에 살고 있다. 1960년대 초반 동안에 빠르게 성장하는 보이시가 주변 지역인 프랭클린, 마운틴 뷰와 휘트니의 전부 혹은 일부를 합병하였다. 다른 큰 도시들로는 아이다호 폴스, 남파와 포카텔로를 포함한다.
많은 아이다호 주민들은 동부와 중서부의 주들에서 온 정착자들의 자손들이다. 다른 큰 인구 단체들은 독일, 스칸디나비아의 나라들과 영국에서 온 이민들을 포함한다. 대략 17,600명의 아메리카 인디언들이 아이다호주에 살고 있다.

## 같이 보기
- USS 아이다호